# Rea Garvey
Rea Garvey, właśc. Raymond Michael Garvey (ur. 3 maja 1973 w Tralee) – irlandzki wokalista i autor tekstów.

## Życiorys
Wychował się w miejscowości Tralee w hrabstwie Kerry. W 1998 roku przeprowadził się do Niemiec, gdzie poprzez zamieszczenie ogłoszenia w gazecie codziennej skompletował skład zespołu Reamonn, którego był założycielem. W zespole śpiewał i grał na gitarze przez dwanaście lat.
Współpracował z Nelly Furtado, Paulem van Dykiem, Mary J. Blige oraz ATB. W 2011 roku postanowił rozpocząć solową karierę. We wrześniu tego roku wydał swój pierwszy solowy album Can’t Stand the Silence, który wyprodukował Andy Chatterley.
Był jednym z pięciu jurorów pierwszych dwóch edycji niemieckiej programu The Voice of Germany.
Ze względu na największą sprzedaż płyt w 2012 roku w swoim kraju, 23 sierpnia 2013 roku reprezentował Niemcy na Sopot Top of the Top Festival w koncercie Top of the Top, rywalizując o nagrodę Bursztynowego Słowika. Podczas występu wykonał utwór „Wild Love”.

## Dyskografia
| Rok  | Dane dot. albumu | Najwyższe pozycje na listach | Najwyższe pozycje na listach | Najwyższe pozycje na listach | Certyfikat                           |
| Rok  | Dane dot. albumu | GER                          | AUT                          | SWI                          | Certyfikat                           |
| ---- | --- | ---------------------------- | ---------------------------- | ---------------------------- | ------------------------------------ |
| 2011 | Can’t Stand the Silence - Wydany: 7 października 2011 - Wytwórnia: Universal Music, Island Records - Format: CD, digital download | 4                            | 25                           | 23                           | - GER: złoto, platyna - AUT: platyna |
| 2014 | Pride - Wydany: 2 maja 2014 - Wytwórnia: Universal Music, Island Records - Format: CD, digital download                           | 5                            | 12                           | 9                            | - GER: platyna                       |
| 2015 | Prisma - Wydany: 2 października 2015 - Wytwórnia: Universal Music, Island Records - Format: CD, digital download                  | 2                            | 13                           | 18                           |                                      |
| 2018 | Neon - Wydany: 23 marca 2018 - Wytwórnia: Universal Music, Island Records - Format: CD, digital download                          | 2                            | 7                            | 7                            |                                      |